# Shōji

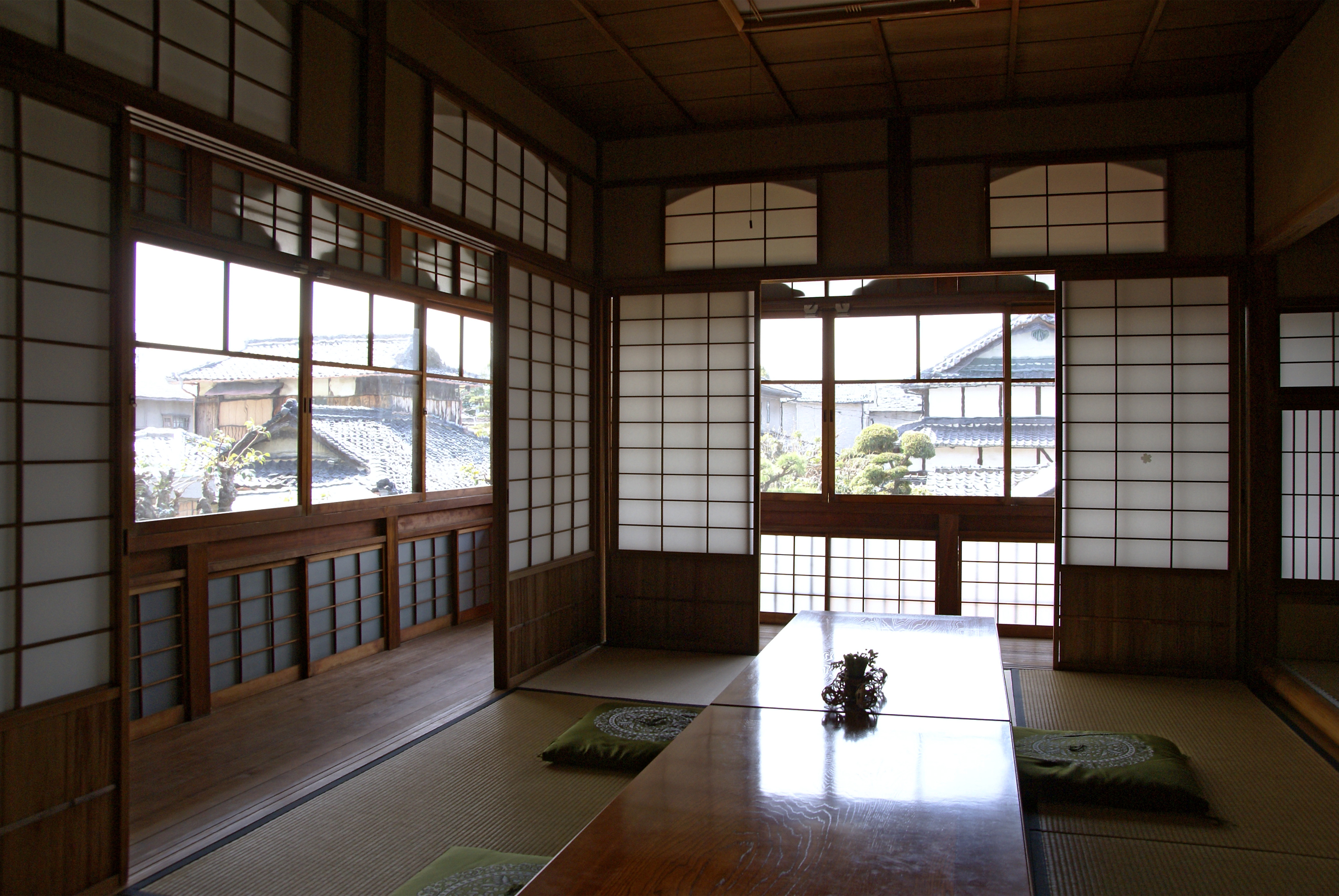
Verschiedene Shoji-Typen in einem japanischen Haus traditioneller Bauart

Shōji (japanisch 障子) sind verschiebbare Raumteiler in der traditionellen Architektur Japans.

## Verwendung im Gebäude
Sie können die Funktion einer Tür (Schiebetür), eines Fensters oder Raumteilers übernehmen. In der Regel wurden Shōji entlang der Außenwände eingesetzt. Da sie lichtdurchlässig sind, konnte das Gebäudeinnere stets mit Tageslicht versorgt werden, war jedoch vor Einblicken geschützt. Aufgrund der leichten Bauweise sind sie weder geräusch- noch wärmedämmend.
Die geringe Witterungsbeständigkeit führte dazu, dass Shōji, dem Zustand entsprechend, ständig mit neuem Papier bespannt werden mussten. Um dieses Problem zu umgehen, waren Shōji stets mit einem Dachüberstand geschützt und befanden sich zwischen Innenraum und Engawa, einem schmalen Balkon. Außerdem gab es zusätzliche Holzschiebelemente, die vor allem im Winter und bei Taifunen außen vor den Shoji in einer eigenen Schiene am Boden und an der Decke angebracht werden konnten. Shoji waren nie dem direkten Regen ausgesetzt.
In traditionellen japanischen Gebäuden (bis Ende der Edo-Zeit im Jahre 1868) gab es grundsätzlich nur Schiebeelemente. Anschlagtüren in den Wohnräumen eines Gebäudes kamen erst mit Beginn der Öffnung des Landes auf. Ein Hauptgrund war die Philosophie des fließenden Raumes, der lediglich Raumteiler in Leichtbauweise erforderte. Schiebelemente sind zudem platzsparender und zerstören nicht die Raumatmosphäre im geöffneten Zustand, indem sie wie eine Drehtür im Raum stehen.

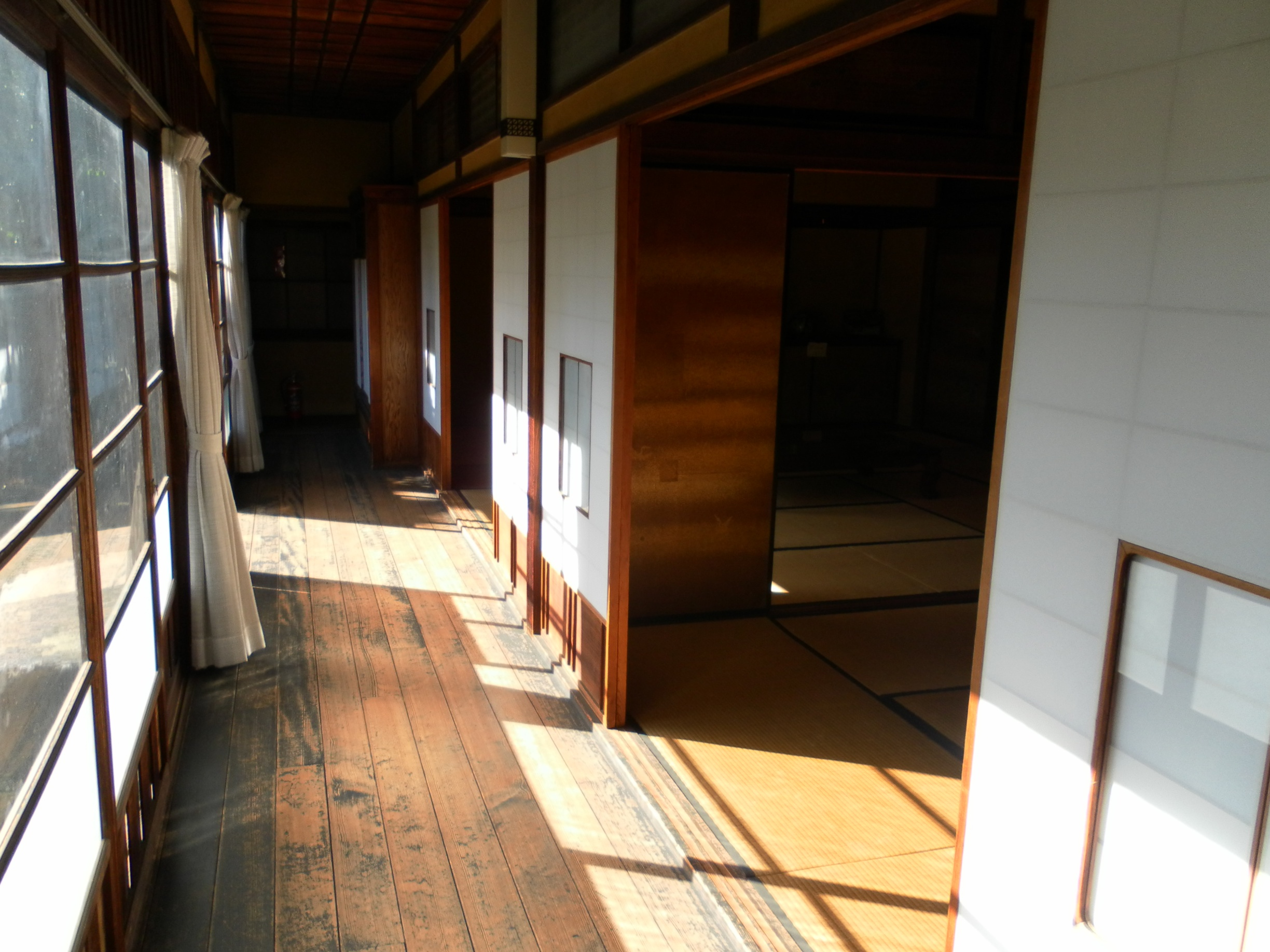
Mit Beginn der Meiji-Zeit wurden die Shōji mit Glas und Gardinen vor Verwitterung geschützt

Mit Beginn der Meiji-Zeit und der Öffnung des Landes gelangten neue Materialien und Architekturvorstellungen aus dem Westen nach Japan. Die Gebäude bekamen eine neue Außenhaut, die Shōji wurden durch eine Glasfront geschützt. Dieses Geschmacksmuster entspricht nicht dem ursprünglichen klimatechnischen und architektonischen Konzept der traditionellen Wohnhäuser, da westliche und japanische Elemente kombiniert wurden, was Vor- und Nachteile mit sich brachte.
In Neubauten kommen Shōji heutzutage immer noch zum Einsatz, vor allem in den Tatami-Räumen, dem Washitsu. Dies sind Räume nach traditionellem japanischen Gestaltungsmuster, die nach wie vor in den meisten neu gebauten japanischen Wohnungen mindestens einmal zu finden sind. Die Trennung von Innen- und Außenraum wird in diesem Fall jedoch von einem fest eingebauten Fenster übernommen, welches dem Shōji lediglich die Bedeutung eines Dekorationselements zukommen lässt.

## Konstruktion
Ein Shōji besteht aus einem äußeren Holzrahmen, einem dünnen stabilisierenden Holzbrett im Fußteil (Koshi-Ita) und den dünnen Gitterstreben (Kumiko), auf denen das Papier mit Reisstärkeleim (Sokui) aufgeklebt wird. Je nach der durch die Kumiko entstehenden Einteilung unterscheidet man Tateshige-Shōji (mehr als vier Spalten, weniger als zehn oder zwölf Zeilen) und Yokoshige-Shōji (vier oder weniger Spalten, mehr als zehn oder zwölf Zeilen). Die übliche Größe beträgt 1,73 m × 0,86 m, bedingt durch die klassische Bauform der japanischen Innenräume.
Traditionell werden die Shōji am letzten Tag des Jahres von den Hausbewohnern mit neuem Papier bespannt, damit das Neujahr mit strahlend weißem Shōji begangen werden kann.
Heutzutage wird meist Papier aus industrieller Herstellung verwendet, manchmal auch Kunststoff.

## Abgrenzung zu Fusuma-Elementen
Im Gegensatz zu Fusuma-Schiebeelementen sind Shōji lichtdurchlässig, denn sie sind nur mit einer Schicht Reispapier, washi genannt, beklebt. Fusuma hingegen sind ein komplexer Verbund aus mehreren Schichten Papier und Pappe, ebenfalls auf einem Holzgitter, das jedoch unsichtbar bleibt. Zudem sind Fusuma bemalt oder dekoriert und besitzen aufgrund ihrer glatten Oberfläche eine Griffschale, hikite genannt, die wiederum aufwändig gestaltet werden kann.
Fusuma-Elemente sind als Abgrenzung zwischen den Räumen im Gebäudeinneren verwendet worden, während die Shōji-Elemente die Abgrenzung zum Außenraum übernommen haben.
Das Wort Shōji wurde ursprünglich für sämtliche Schiebeelemente in einem japanischen Haus verwendet. Später wurde die Unterscheidung nach karagami shōji (heute Fusuma) und akari shōji (heute Shōji) eingeführt.

## Varianten
- seitlich verschiebbare Shōji werden hikishōji (引障子) genannt
- aufhängbare Shōji kakeshōji (掛障子)

Die bespannten Holzrahmen können mit kleinen Glasfenstern, Schiebepaneelen oder dünnen Holzplatten kombiniert werden, woraus sich Shōji-Varianten mit unterschiedlichen Einsatzmöglichkeiten ergeben, beispielsweise:
- Yokogarasu-Shōji (mit horizontalem Fensterglas, meist in mittlerer Höhe)
- Gakubuchi-Shōji (bilderrahmenartiges Fenster in Shōji-Mitte)
- Yukimi-Shōji („Schneebetrachtungs-Shōji“, mit vertikal verschiebbarer Mittelpaneele)
- Koshidaka-Shōji („Eingangs-Shōji“ mit fester unterer Hälfte)
- Tsuitate (freistehender Raumteiler)
- Byōbu (faltbarer Wandschirm)

## Galerie

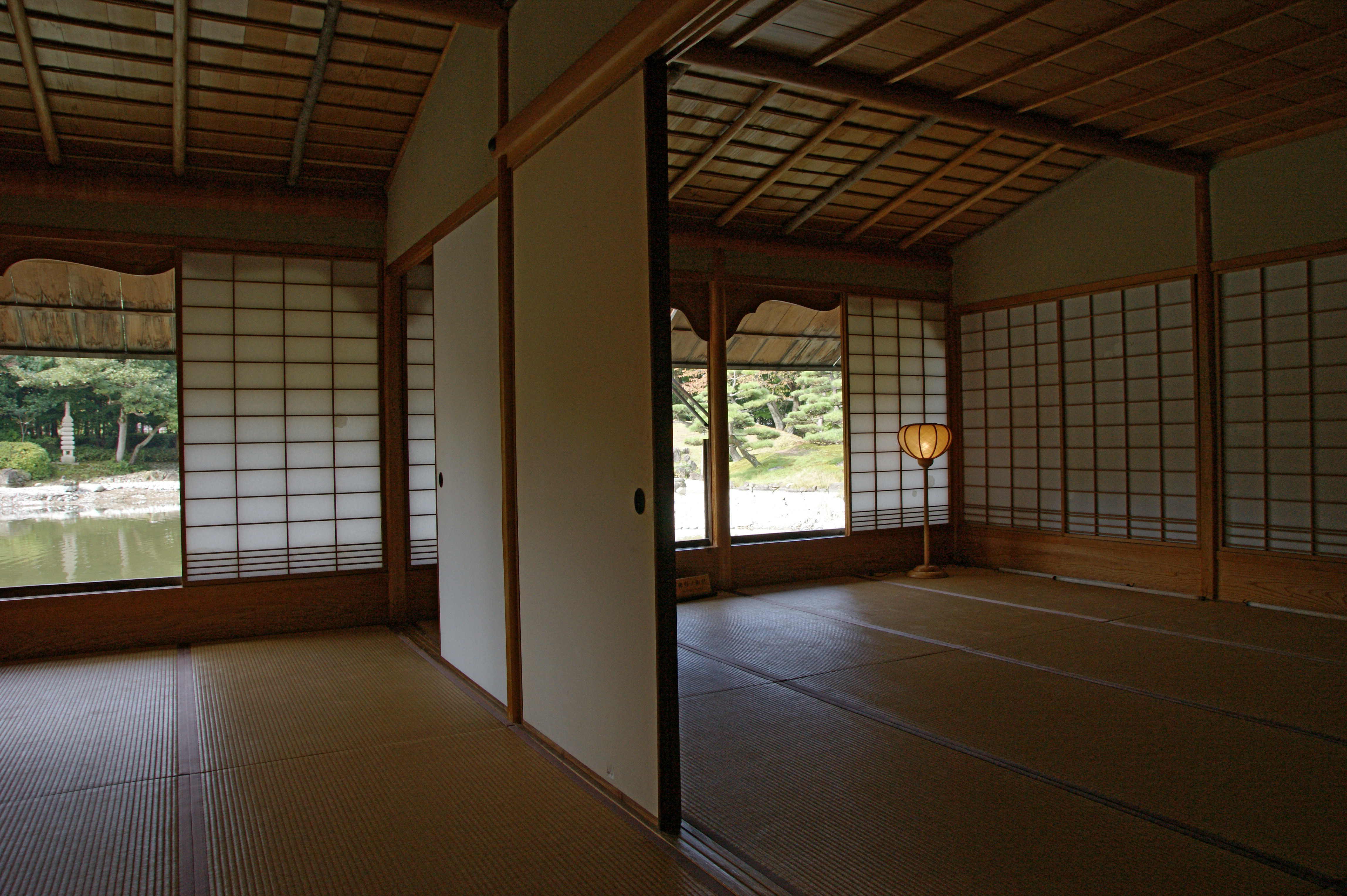
Shoji und Fusuma in einem traditionellen japanischen Gebäude
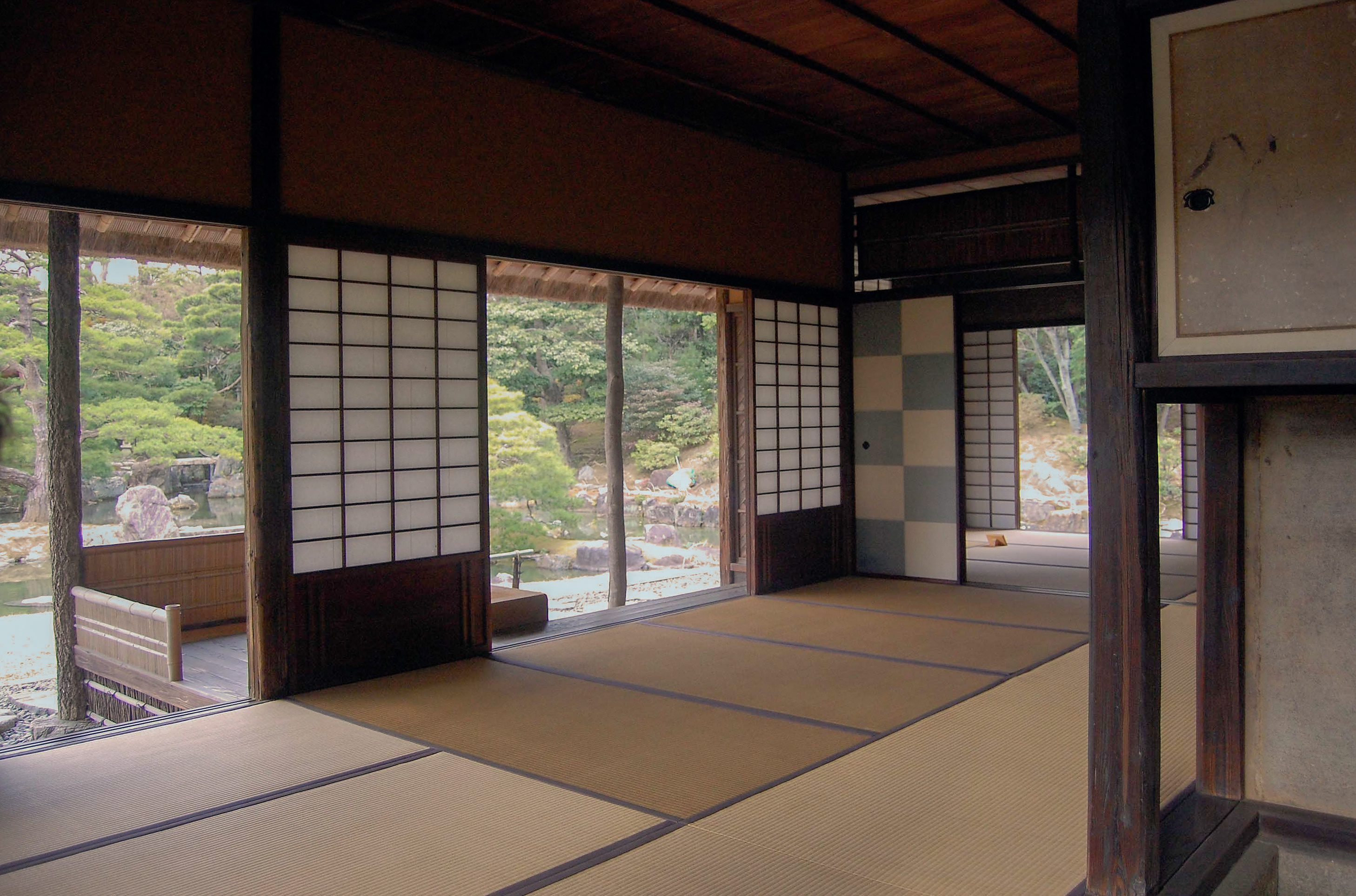
Shoji und Fusuma in der Katsura-Villa in Kyōto
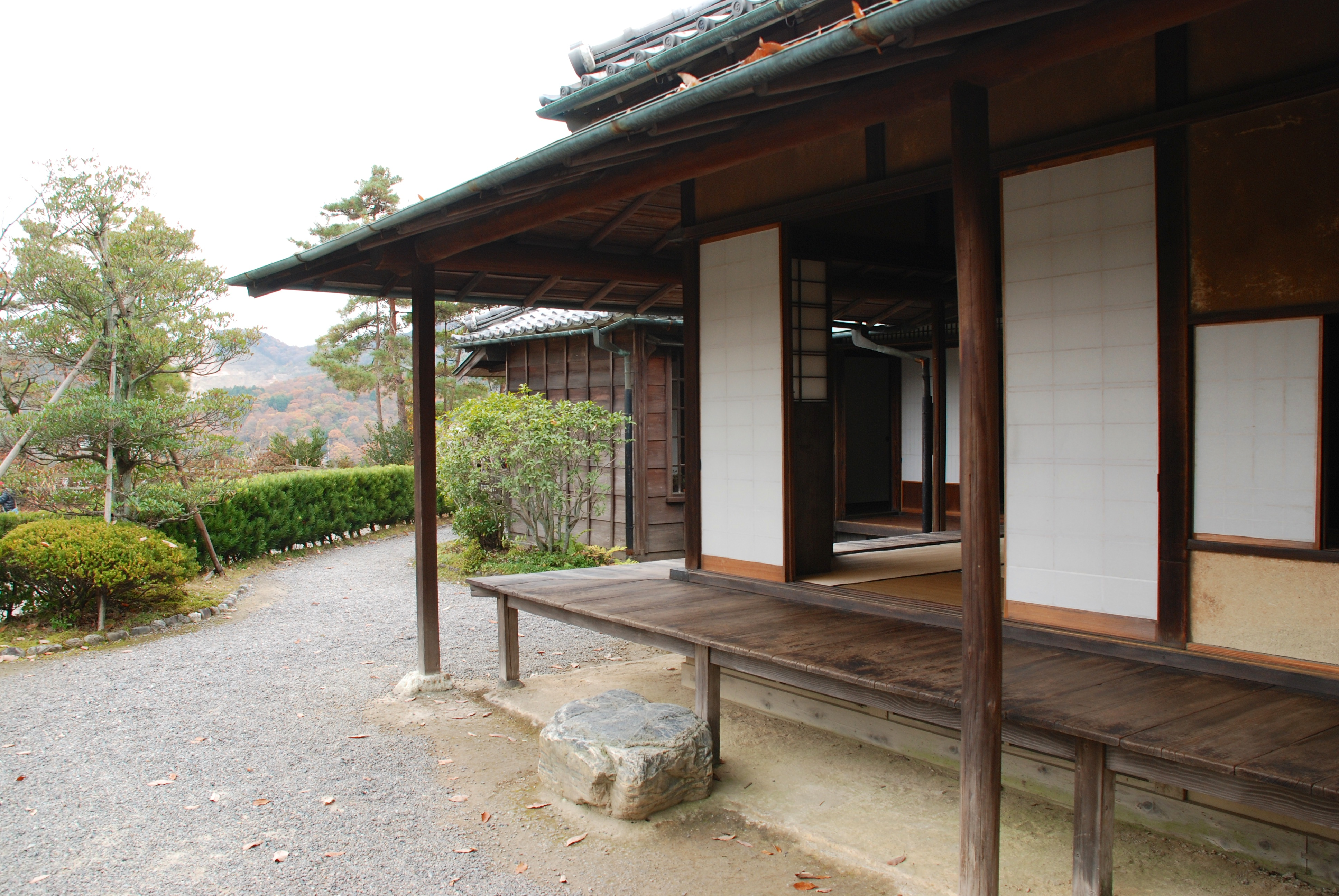
Shoji von außen
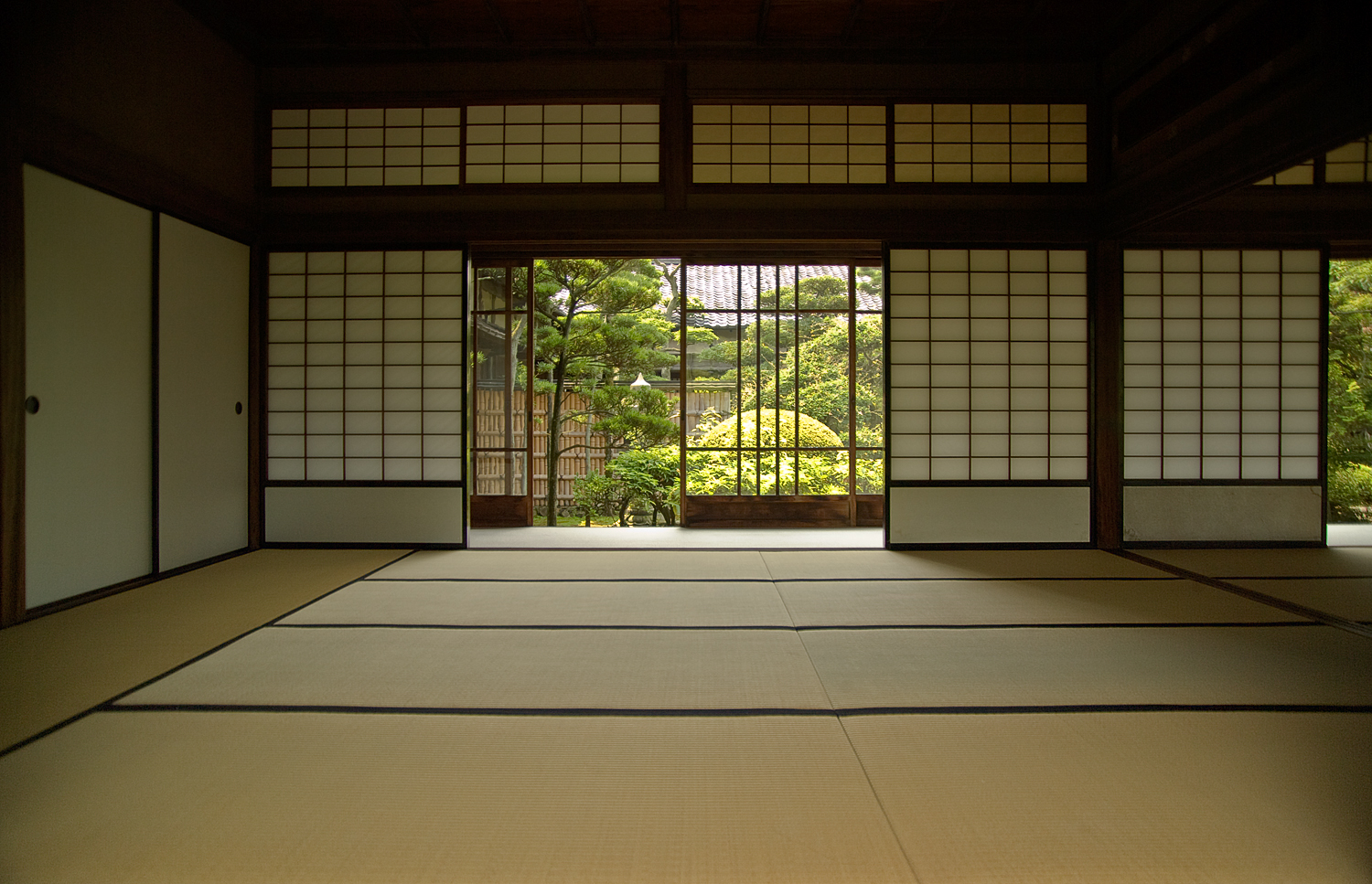
Shoji im Schloss Takamatsu, Präfektur Kagawa